# Chris Shiflett
Christopher Aubrey "Chris" Shiflett (født 6. maj 1971 i Santa Barbara, Californien). Han er bedst kendt for at være lead-guitarist is rockbandet Foo Fighters. Han er lillebror til  Scott Shiflett, som også er musiker.

## Diskografi

### No Use for a Name
- 1997: Making Friends
- 1999: More Betterness!

### Me First and the Gimme Gimmes
- 1997: Have a Ball
- 1998: Are a Drag
- 2001: Blow in the Wind
- 2001: Turn Japanese
- 2003: Take a Break
- 2004: Ruin Jonny's Bar Mitzvah
- 2006: Love Their Country
- 2008: Have Another Ball
- 2011: Go Down Under
- 2011: Sing in Japanese
- 2014: Are We Not Men? We Are Diva!

### Foo Fighters
- 2002: One by One
- 2005: In Your Honor
- 2007: Echoes, Silence, Patience & Grace
- 2011: Wasting Light
- 2014: Sonic Highways
- 2015: Saint Cecilia (EP)
- 2017: Concrete and Gold
- 2021: Medicine at Midnight

### Jackson United
- 2004: Western Ballads
- 2008: Harmony and Dissidence

### Chris Shiflett & the Dead Peasants
- 2010: Chris Shiflett & the Dead Peasants
- 2013: All Hat and No Cattle

### Chris Shiflett solo
- 2017: West Coast Town
- 2019: Hard Lessons